# Frederick Hervey (3e marquis de Bristol)
Frederick William John Hervey, 3e marquis de Bristol (28 juin 1834 - 7 août 1907), est un pair britannique et un député. 

## Biographie
Il est né en 1834 à Bristol House, Putney Heath, fils de Frederick Hervey (2e marquis de Bristol). Il fait ses études au Collège d'Eton et est diplômé du Trinity College, à Cambridge en 1856. De 1859 à 1864, il est titré Lord Jermyn. Le 4 mars 1862, il épouse Geraldine Anson, fille du major-genéral George Anson et ils ont deux filles, dont l'une, Alice, épouse Hylton Jolliffe (3e baron Hylton). 
Lord Bristol est député conservateur de la circonscription occidentale du Suffolk de 1859 à 1864, date à laquelle il hérite des titres de son père. De 1886 à 1907, il est Lord Lieutenant du Suffolk. Il crée la célèbre salle Pompeian à Ickworth House, dont les dessins sont basés sur des peintures murales romaines découvertes en 1777 à la Villa Negroni sur la colline Esquiline à Rome. 
Lord Bristol est décédé en 1907 et comme il n'a pas de fils, son neveu, Frederick Hervey (4e marquis de Bristol), lui succède. 